# Northwood (Nuevo Hampshire)
Northwood es un pueblo ubicado en el condado de Rockingham en el estado estadounidense de Nuevo Hampshire. En el Censo de 2010 tenía una población de 4.241 habitantes y una densidad poblacional de 54,44 personas por km².

## Geografía
Northwood se encuentra ubicado en las coordenadas 43°12′38″N 71°12′58″O / 43.21056, -71.21611. Según la Oficina del Censo de los Estados Unidos, Northwood tiene una superficie total de 77.91 km², de la cual 72.65 km² corresponden a tierra firme y (6.76%) 5.26 km² es agua.

## Demografía
Según el censo de 2010, había 4.241 personas residiendo en Northwood. La densidad de población era de 54,44 hab./km². De los 4.241 habitantes, Northwood estaba compuesto por el 97.41% blancos, el 0.4% eran afroamericanos, el 0.31% eran amerindios, el 0.71% eran asiáticos, el 0% eran isleños del Pacífico, el 0.09% eran de otras razas y el 1.08% pertenecían a dos o más razas. Del total de la población el 0.87% eran hispanos o latinos de cualquier raza.